# Флаг Сосновского сельского поселения (Ленинградская область)
Флаг муниципального образования Сосно́вское сельское поселение Приозерского муниципального района Ленинградской области Российской Федерации является официальным символом муниципального образования и служит знаком единства его населения.
Флаг утверждён 25 апреля 2006 года и внесён в Государственный геральдический регистр Российской Федерации с присвоением регистрационного номера 2251.

## Описание
«Флаг муниципального образования Сосновское сельское поселение представляет собой прямоугольное полотнище с отношением ширины флага к длине — 2;3, воспроизводящее композицию герба муниципального образования Сосновское сельское поселение в голубом, красном, белом, зелёном и чёрном цветах».
Геральдическое описание герба гласит: «В серебряном поле с трижды облакообразно выщербленной наподобие трёх арок, средняя из которых выше, лазоревой (синей, голубой) главой, сосна с червлёным стволом, ветвями, таковыми же корнями и с раскидистой зелёной кроной, обременённой девятью серебряными шишками; сопровождаемая чёрными с серебром лисицами, обращёнными друг к другу и обернувшимися, стоящими задними лапами на корнях и держащие передними лапами ствол сосны. Возникающий в оконечности щита лазоревый (синий, голубой) безант обременен серебряным свободным отвлеченным остриём».

## Обоснование символики
Сосна с раскидистой кроной символизирует название посёлка Сосново (название присвоено 1 октября 1948 года Указом Президиума Верховного Совета РСФСР), отражающее природно-географические условия местности и обилие в ней сосновых лесов, делая флаг гласным. Сосняки составляют до 60 % площади окружающих посёлок лесов, что способствует развитию муниципального образования Сосновское сельское поселение как зоны отдыха. Девять шишек — девять населённых пунктов в составе муниципального образования Сосновское сельское поселение.
Чёрные с серебром лисицы, стоящие на корнях сосны, символизируют наличие в волости звероводческого хозяйства СЗАО «Сосновское» (бывший совхоз «Сосновский»), специализирующееся на выращивании пушных зверьков и связь этой отрасли хозяйства с послевоенной историей муниципального образования. Хозяйство расположено в деревне Снегирёвка (до января 1949 года — Порку).
Облакообразно выщербленная наподобие трёхгорья вершина — три холма — холмистый характер местности. Они по форме напоминают старинные древнерусские церковные своды — напоминание о Васильевском Ровдужском погосте в составе Корельской земли Новгородской феодальной республики. Первое упоминание о нём относится к 1480 году.
Лазоревый (синий, голубой) цвет символизирует величие и красоту северной природы, ясность, чистое небо, знания и надежду; а также (наряду с серебряным цветом) наличие в волости озёр.
Сочетание серебра и лазоревой (синей, голубой) эмали — символ развития зимних видов спорта на территории муниципального образования Сосновское сельское поселение, наличие горнолыжного комплекса и лыжных трасс.
Отвлечённое свободное остриё — олицетворение топонимики — исторического названия посёлка Рауту (Rautu). По одной из версий — это трансформировавшееся со временем финское слово «раута» — железо. В местных озёрах и болотах ещё в XIX веке добывали железо. До 1897 года существовал металлоплавильный завод Сумпула, располагавшийся на берегу ручья Савотаноя в северной части деревни Кунинкаанселькя (с января 1949 года — деревня Кряжи). Там работала домна и литейная, а позднее и механическая мастерская. Местной рудой снабжали даже Путиловский завод в Петербурге. Символ острия, расположенный поверх возникающего безанта (символа озёр) и расположенный в внизу полотнища — символ исторических корней посёлка.